# Morgnies (métro léger de Charleroi)
 (août 2022).
Si vous disposez d'ouvrages ou d'articles de référence ou si vous connaissez des sites web de qualité traitant du thème abordé ici, merci de compléter l'article en donnant les références utiles à sa vérifiabilité et en les liant à la section « Notes et références ».
La station Morgnies est une station en service du métro léger de Charleroi située sur l'antenne de Anderlues. Elle se trouve à la limite entre Goutroux et Landelies, le long de la RN90.

## Caractéristiques
Le nom provient du lieu-dit Morgnies dans lequel se trouve la station.
La décoration est très sobre et similaire aux stations Leernes et Paradis: le revêtement du quai est fait de carrelages orange-brun et l'ensemble de la station est recouvert par un toit encadré par les caténaires. Certains éléments de la station sont en vert.